# Rimantas Lazdynas
Rimantas Lazdynas (ur. 28 lutego 1951 w Birżach, zm. 2 czerwca 2013 w Szawlach) – litewski dziennikarz, polityk i samorządowiec związany z Szawlami.
Uczył się w szkołach średnich w Kretyndze, Połądze i Szawlach. W latach 1969–1970 studiował filologię romańską na Uniwersytecie Wileńskim, jednak w 1970 roku relegowano go z uczelni za założenie tajnego stowarzyszenia socjaldemokratycznego. Odtąd pracował w Szawlach jako brygadzista na budowie oraz operator żurawia wieżowego, studiował też historię w trybie zaocznym (1971-77).
W 1988 roku wstąpił do Sajudisu, był członkiem jego Rady w Szawlach oraz przewodniczącym Komitetu Politycznego (1989-91). Stanął na czele szawelskiego oddziału Związku Robotników, pełnił funkcję jego wiceprzewodniczącego w skali kraju. Od czerwca 1989 roku aktywny w Litewskiej Partii Socjaldemokratycznej, w latach 1989–1994 był jej przewodniczącym w Szawlach.
Należał do Rady Krajowej LPS (1989-94), zasiadał w jej Prezydium (1992-94).
W wyborach 1997 roku uzyskał mandat radnego Szawli z list socjaldemokracji. Był wybierany kolejno w 2000, 2002 i 2007 roku. W latach 2003–2007 stał na czele miejskiej Komisji Kontroli.
W latach dziewięćdziesiątych XX wieku pracował jako dziennikarz, był m.in. korespondentem „Šiaulių naujienos” (1993-99) i „Savivaldybių žinios” – biuletynu Litewskiego Stowarzyszenia Samorządowego. Pisywał również do „Krivūlė”, „Lietuvos socialdemokratas”, „Darbininkų balsas”, „Lietuvos darbininkas” i „Lietuvos žinios”. Ma na swym koncie publikacje w prasie łotewskiej i rosyjskiej.
Był jednym z najaktywniejszych litewskich wikipedystów. Pisał głównie artykuły z historii litewskiej polityki oraz Prus Wschodnich.